# Ren'ai daikō
Ren'ai daikō (恋愛代行?) è un manga scritto da Aka Akasaka e disegnato da Nishizawa 5-mm, serializzato sulla rivista Weekly Young Jump di Shūeisha dal 27 aprile 2023 al 6 giugno 2024.

## Trama
Mari, nonostante la sua popolarità, non ha per nulla esperienza a parlare con i ragazzi della sua età. Per conquistare la sua cotta, Masaya, decide di scaricare l'app dell'azienda "Love Agency" dove entra in contatto con Kon, una consulente che le dà consigli sul corteggiamento. Il duo però non sa che anche Masaya ha scaricato la stessa applicazione per conquistarla e sta già seguendo i consigli di Pon.

## Personaggi

### Personaggi principali
Mari Maria Winter Nanase (麻理・マリーアウィンター七瀬,?, Mari Marīa Wintā-Nanase)
Protagonista femminile della serie. Nata in Scandinavia e cresciuta negli Stati Uniti, si è da poco trasferita in Giappone, terra natia della madre. Mari è una ragazza dai capelli biondi e occhi blu, estremamente popolare nella scuola, ma ha un carattere molto timido e riservato soprattutto quando parla con i ragazzi. Ha una cotta per Seki che però non riesce a esprimere fino l'arrivo di Kon.
Masaya Seki (関 マサヤ?, Seki Masaya)
Protagonista maschile della serie. È un ragazzo giapponese dai capelli neri e occhi scuri. Inizialmente si finge un ragazzo timido, sotto consiglio di Pon, per conquistare la sua cotta Mari, ma in verità si rivela avere una personalità molto estroversa e gentile verso il prossimo.
Kokon Aikawa (相川 琥紺?, Aikawa Kokon) / Kon (コン?, Kon)
È una delle agenti della Love Agency che ha contattato Mari. È una ragazza dai folti capelli neri che dedica molto tempo al suo lavoro. A causa del suo bello aspetto, non è riuscita mai a fare amicizia con i ragazzi della sua età, dal momento che le femmine la evitavano e i maschi volevano solo provarci. Sull'app utilizza il nickname "Kon" e appare come una piccola volpe.
Kengo Matsuda (松田 ケンゴ?, Matsuda Kengo) / Pon (ポン?, Pon)
È uno degli agenti della Love Agency che ha contattato Masaya. È un ragazzo dai capelli neri corti che indossa spesso occhiali da sole. Alle medie si era innamorato di una ragazza dai folti capelli neri, per questo decise di unirsi all'agenzia. All'inizio della serie appariva come un ragazzo grassottello. Sull'app utilizza il nickname "Pon" e appare come un piccolo tanuki.

### Studenti della  Aoshiba High School
Tesshi (テッシ?, Tesshi)
È uno dei migliori amici di Masaya. Nonostante l'aspetto da teppista, è un bravo ragazzo. La sua famiglia possiede un salone di bellezza e vorrebbe averne uno tutto suo dopo il diploma.
Amico di Masaya e Tesshi
È uno dei migliori amici di Masaya. Nonostante l'aspetto da teppista, è un bravo ragazzo. È interessato alla moda femminile. Non viene mai rivelato il suo nome per l'intera serie.
Nobuko (ノブ子?, Nobuko)
È una amica di Mari e componente del Club del Manga. All'inizio non aveva alcun interesse nell'amore finché non ha conosciuto il gruppo di Masaya.
Shinozaki (篠崎?, Shinozaki)
È il presidente del Club del Manga. Aspira a diventare un mangaka come il precedente membro Abiko Samejima.
Nanto (篠崎?, Minato)
È un componente del Club del Manga e amico di infanzia di Nobuko. È molto introverso e ha una cotta per la sua amica.

### Altri
Presidente
È il presidente della Love Agency. Il suo sesso è sconosciuto e ha avuto qualche precedente penale, di cui preferisce non parlare. Ha in verità un lato molto dolce ed è molto gentile verso i suoi dipendenti. Tiene molto alla sua agenzia e non vuole che la sua reputazione venga infangata.

## Pubblicazione
Scritto da Aka Akasaka e disegnato da Nishizawa 5mm, il manga è stato serializzato sulla rivista Weekly Young Jump di Shūeisha dal 27 aprile 2023 al 6 giugno 2024. I capitoli della serie sono stati raccolti in quattro volumi tankōbon, dal 17 novembre 2023 al 19 agosto 2024.
| 1 | 22 novembre 2023 | ISBN 978-4-08-893004-6 |
| 1 | Capitoli - 1. (臆病者?, Okubyōmono) - 2. (単純接触効果?, Tanjun Sesshoku Kōka) - 3. (アタッチメントスタイル?, Atatchimento Sutairu) - 4. (ラポールの構築?, Rapōru no Kōchiku) - 5. (相槌の「さしすせそ」?, Aidzuchi no 'Sa Shi Su Se So') - 6. (ストレングスファクター?, Sutorengusu Fakutā) - 7. (エピソード記憶?, Episōdo Kioku) - 8. (パーソナルスペース?, Pāsonarusupēsu) - 9. (ヒーロー&ヒロイン?, Hīrō & Hiroin)              |                        |
| 2 | 19 febbraio 2024 | ISBN 978-4-08-893146-3 |
| 2 | Capitoli - 10. (コミット?, Komitto) - 11. (フルコミット?, Furukomitto) - 12. (アタッチメントスタイル?, Serufu Inpurūvumento) - 13. (マンガクラブ?, Manga Kurabu) - 14. (グリッドイリュージョン?, Guriddo Iryūjon) - 15. (ローカス・オブ・コントロール?, Rōkasu Obu kontorōru) - 16. (ラブストラテジー?, Rabusutoratejī) - 17. (ラブストーリー?, Rabusutōrī) - 18. (Seize the fortune by the forelock) - 19. (カムアウト?, Kamuauto) |                        |
| 3 | 17 maggio 2024 | ISBN 978-4-08-893286-6 |
| 3 | Capitoli - 20. (アンコミット?, Ankomitto) - 21. (エンカウント?, En kaunto) - 22. (タラシ?, Tarashi) - 23. (メサイアコンプレックス?, Mesaiakonpurekkusu) - 24. (マジ恋?, Maji Koi) - 25. (友人からのアドバイス?, Yūjin Kara No Adobaisu) - 26. (ケトジェニック?, Ketojenikku) - 27. (クリエイティブ?, Kurieitibu) - 28. (チートデイ?, Chītodei) - 29. (減量成功?, Genryō Seikō)                                                      |                        |
| 4 | 19 agosto 2024 | ISBN 978-4-08-893352-8 |
| 4 | Capitoli - 30. (努力?, Doryoku) - 31. (ぬいぐるみ?, Nuigurumi) - 32. (対面?, Taimen) - 33. (トゥルーラブズ?, To~urūrabuzu) - 34. (業務提携?, Gyōmu Teikei) - 35. (ダブルデート?, Daburudēto) - 36. (味方?, Mikata) - 37. (契約打ち切り?, Keiyaku Uchikiri) - 38. (選択?, Sentaku) - 39. (減量成功?, Ren'ai daikō) |                        |

## Accoglienza
La serie è stata nominata nell'edizione del 2024 dell'eBookJapan Manga Award.